# Kenneth Mackay (2e comte d'Inchcape)
Kenneth Mackay, 2e comte d'Inchcape (25 décembre 1887 - 21 juin 1939) est un avocat, un homme d'affaires et un comte de la pairie du Royaume-Uni. 

## Biographie
Inchcape fréquente Eton, et Trinity College, Cambridge. Il est admis à l'Inner Temple en tant qu'avocat en 1910.
Il devient comte d'Inchcape le 23 mai 1932 après la mort de son père, James Mackay (1er comte d'Inchcape). Pendant la Première Guerre mondiale il sert avec le 12th Royal Lancers et Machine Gun Corps en tant que lieutenant.
Il est Président de P&amp;O Bank, Vice-président puis président de Marine Insurance Co. GEC, Directeur de P&O, associé de Mackinnon, Mackenzie and Co. (Calcutta), de MacDonald, Hamilton and Co. (Sydney) et de Grey Dawes and Co.

## Famille
Inchcape est le fils de James Mackay, 1er comte d'Inchcape, et de Jean Paterson Shanks. Entre le 22 septembre 1915 et leur divorce en 1931, Lord Inchcape est marié à Frances Caroline Joan Moriarty, fille de John Francis Moriarty, Lord Justice de la Cour d'appel irlandaise et sa première épouse Katherine Kavanagh. Ils ont quatre enfants :
- Patricia Margery Kathleen Mackay (18 août 1916 - août 1973), mondaine et membre de l'ensemble Happy Valley
- Kenneth James William Mackay (3e comte d'Inchcape) (en) (27 décembre 1917 - 17 mars 1994)
- Alan John Francis Mackay (6 septembre 1919 - 1er février 1999)
- James Lyle Mackay (19 octobre 1923 - 20 août 1941)

Le 1er juin 1933, il épouse Leonora Margaret Brooke, fille de Charles Vyner Brooke, Rajah de Sarawak et Sylvia Brett, Ranee de Sarawak . Ils ont eu deux enfants
- Simon Mackay, baron Tanlaw (né le 30 mars 1934)
- Rosemary Mackay (née le 5 novembre 1936)